# 柿澤貴裕
柿澤 貴裕（かきざわ たかひろ、1994年7月30日 - ）は、東京都葛飾区出身の元プロ野球選手。
現在は社会人軟式野球チームでプレーしている。
実妹は柔道選手の柿澤史歩。

## 経歴

### プロ入り前
小学校1年生の時に野球を始め、葛飾区少年軟式野球連盟の「フレッシュバンビ」に所属していた。小学校の時には野球だけでなく、柔道もやっていたが、「小6の時、小4の妹に抑え込みで負けてしまって、そのショックで柔道を諦めて野球に専念するようになった」ことを語っている。その後、母親の実家がある鹿児島県に移り住んだ。
神村学園中等部へ進学後は「神村学園リトルシニア」に所属し、3年生の夏に全国ベスト8入りを経験、高等部へ進学してからは1年生の秋にベンチ入りした。
2年生の夏の第93回選手権大会では、1回戦の対能代商業戦において2番手で救援登板し、1回を投げて無失点だった。2011年11月24日に行われた第42回明治神宮野球大会の2回戦・光星学院戦では2番手で救援登板し、6回0/3を投げて7失点（自責点3）の成績で、チームはサヨナラ負けで敗退。3年生の春の第84回選抜大会では2試合でいずれも救援登板し、計8回1/3を投げて防御率0.00の成績だった。夏の第94回選手権大会では2試合に4番・投手で先発出場し、計9回を投げて被安打8、奪三振4、与四死球4、7失点（自責点6）、防御率6.00の成績だった。打撃では計6打数3安打1打点、打率.500の成績で、また、いずれの試合でも左翼手の守備位置に就いた。高校通算では23本塁打を放った。
2012年10月25日に行われたプロ野球ドラフト会議において、東北楽天ゴールデンイーグルスから6巡目指名を受け、契約金2,500万円、年俸600万円で契約を結び、入団。背番号は51となった。なお、ドラフトでは投手として指名されたが、入団後に外野手登録になった。

### 楽天時代
2013年は一軍での公式戦出場はなかった。二軍のイースタン・リーグ公式戦では27試合に出場し、打率.167、1本塁打、6打点の成績で、ポジションは23試合が外野手、1試合が遊撃手としての出場であった。
2014年2月16日、二軍の春季キャンプの守備練習中に脱水症状により倒れ、その際意識を失ったが心肺蘇生術より回復し、病院に搬送され「脱水による意識喪失発作」と診断された。この件に関して、自身のほか二軍監督の大久保博元、コーチ、トレーナーが厳重注意処分を受けた。同年10月28日、球団から来季の支配下選手契約を行わない旨を通告され、11月10日に育成選手契約に合意し、同時に背番号が051に変更された。
2015年、外野手登録ながら遊撃手としてはイースタン・リーグ最多の19失策（63試合）を記録した。
2016年は、開幕前にはポジションが外野手から内野手へ変更。7月14日のフレッシュオールスターゲームに、イースタン・リーグ代表として途中出場し、2打数無安打の成績だった。7月度はイースタン・リーグ公式戦に出場16試合、44打数21安打、打率.477の成績で、同リーグの月間MVPを受賞した。同月31日、支配下選手契約に合意し、背番号は94に変更された。二軍ではチーム最多の98試合に出場し、打率.286（297打数85安打）、4本塁打、49打点の成績で、二塁手部門では90試合の出場でリーグ最多の9失策を記録した。

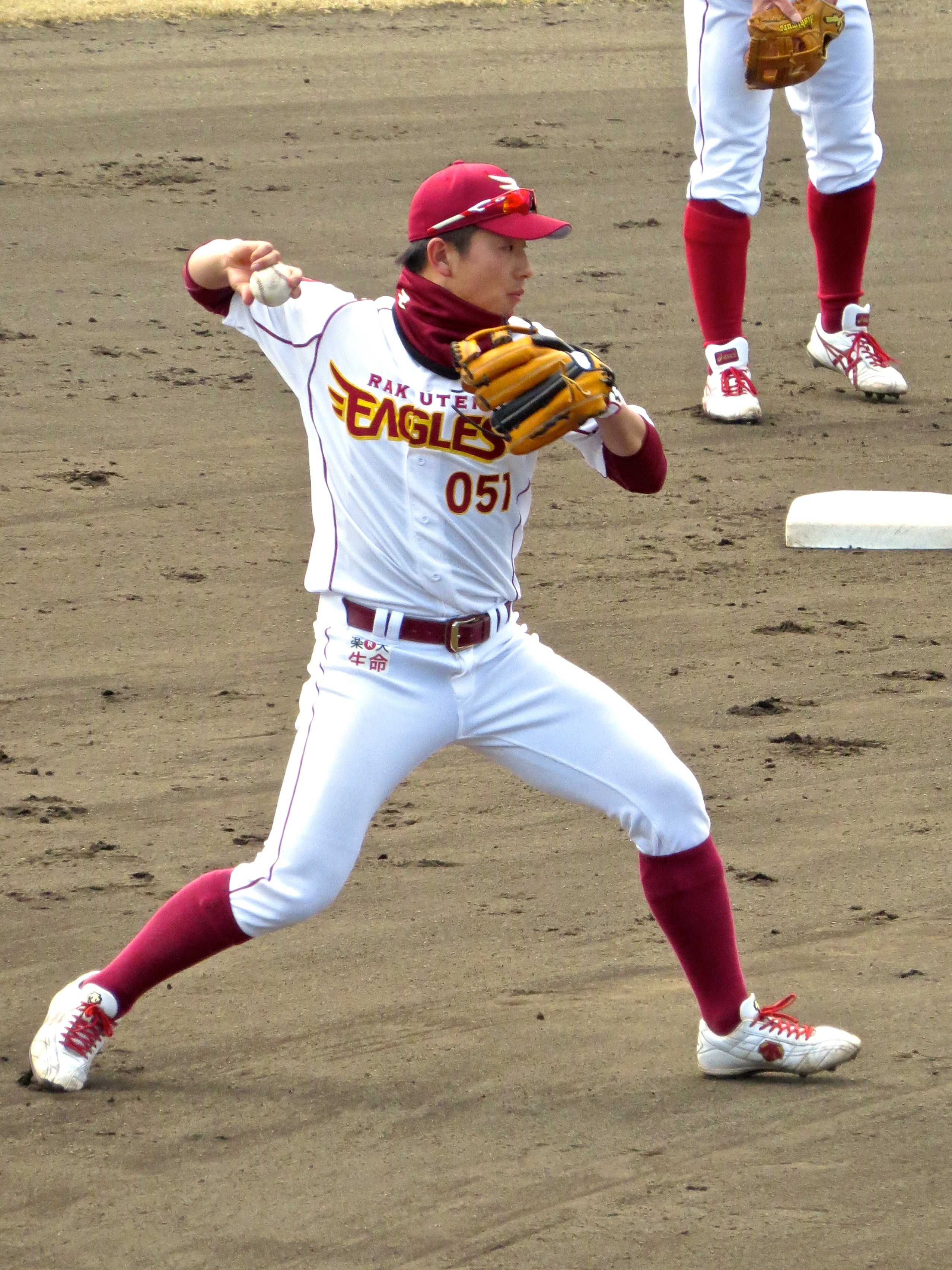
楽天時代（2015年、さいたま市営浦和球場にて）

同年オフの12月4日、読売ジャイアンツ（巨人）の小山雄輝との交換トレードが楽天-巨人間で合意された。翌5日に入団会見が行われ、背番号は小山のつけていた59となった。6日付で公示された。巨人より、左打者で打撃力があり内野・外野ともに出来る選手として評価されてのトレードだった。

### 巨人時代
2017年はイースタン・リーグ公式戦に80試合に出場し、1本塁打、20打点、3盗塁、打率.227、11月25日から台湾で開催された2017アジアウインターベースボールリーグにおいて、NPBイースタン選抜に選出された。
2018年はイースタン・リーグ公式戦に7月まで48試合に出場し、打率.351と成績を残した。7月7日に契約を解除された（後述）。

### 巨人退団後
2021年4月より、鹿児島市の物流会社である鹿児島トランスポートに入社し、軟式野球の強豪である同社の軟式野球部にも所属。更にこの年はクラブチームの薩摩ライジングにも所属し、硬式野球もプレーした。2022年は鹿児島トランスポート軟式野球部の監督を務めたが、2023年からは再度内野手に戻っている。

## 不祥事

### 窃盗・契約解除
2018年7月7日に、読売ジャイアンツ球場にて同僚の野球用具・ユニフォームを盗み、売却していたことが判明し、巨人から契約を解除された。7月8日に窃盗容疑で神奈川県警察に逮捕された。巨人では、7月11日に窃盗事件の再発防止のためにオーナーの老川祥一らで構成される規律委員会を開き、柿澤が金銭的に困窮していたということから、選手やスタッフが私生活について相談できる窓口を球団内に設置すること、スタッフによる選手ロッカーの見回りも強化することなどを決めた（柿澤の2018年の推定年俸は500万円と報じられている）。

#### 楽天在籍時の窃盗疑惑
巨人での窃盗事件を受け、楽天時代の二軍監督だった大久保博元は柿澤が楽天時代から問題を起こしていたことを明かした。当時窃盗被害にあった選手から相談を受けた大久保は柿澤本人に疑惑を問いただすも、本人は窃盗の事実を否定。このような状況を楽天球団も把握していたが、事実を明確にせず、柿澤に対して何の処分も下さなかった。そのため大久保は自分が頭を丸めることで事態の収拾を図り、柿澤に更生の機会を与えたという。結局こうした温情措置が仇となり、巨人で事件を起こしてしまったことについて大久保は重大な責任を感じ悔恨の情を述べている。

## 選手としての特徴・人物
高校時代は投手として活躍し、地面にボールを叩き付けるようなサイドスローの投球フォームで、最速148kmのストレートを投げた。
2012年、神村学園高等部3年生時春の第84回選抜大会1回戦で宮城県石巻工業高等学校と対戦したが、この時、前年に発生した東日本大震災の苦難にも負けずに奮闘する石巻工業ナインに心を打たれたことで、楽天入団後の2013年、初任給の全額である50万円（推定金額）を同校に寄付した。

## 詳細情報

### 年度別打撃成績
- 一軍公式戦出場なし

### 表彰
- イースタン・リーグ月間MVP：1回 （2016年7月度）

### 背番号
- 51 （2013年 - 2014年）
- 051 （2015年 - 2016年7月30日）
- 94 （2016年7月31日 - 同年終了）
- 59 （2017年 - 2018年7月7日）

### 代表歴
- 2017アジアウインターベースボールリーグ：NPBイースタン選抜[29]